# Ermenegildo Zegna (dom mody)
Ermenegildo Zegna Holditalia S.p.A., znany jako Zegna – włoski dom mody założony w Trivero, we Włoszech w 1910 roku przez Ermenegildo Zegnę (1892–1966).

## Historia firmy

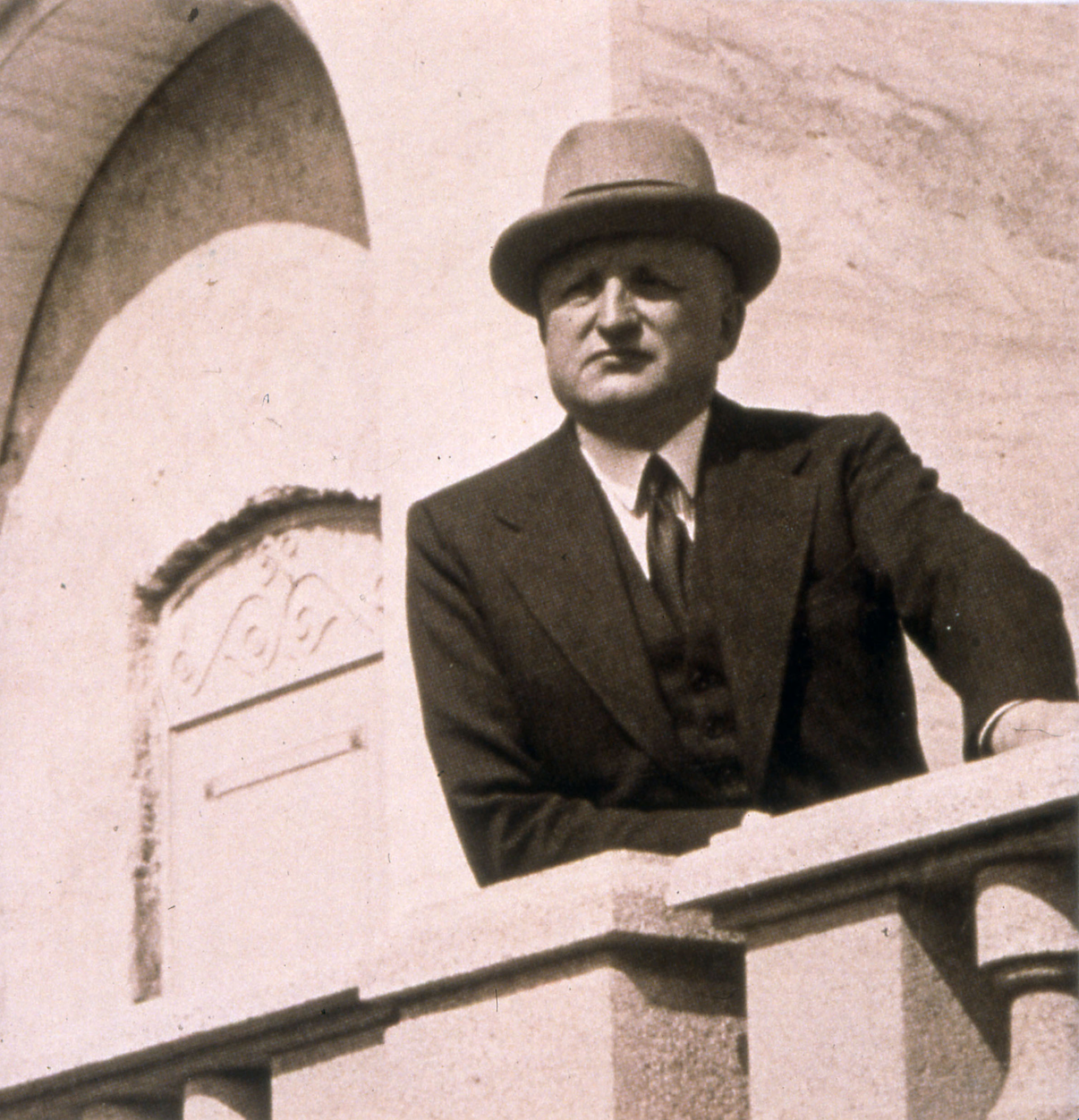
Ermenegildo Zegna (1892).

Pod koniec lat 30. XX wieku przedsiębiorstwo miało ponad 1000 pracowników i zaczęło eksportować produkcję do Stanów Zjednoczonych. W roku 1968 została otwarta nowa fabryka w Novarze, natomiast w 1972 roku marka Ermenegildo Zegna Holditalia S.p.A. rozpoczęła serwis szycia na miarę. W 1980 roku w Paryżu pojawił się pierwszy sklep markowy a w 1985 roku w Mediolanie.